# Wahlen (Losheim am See)

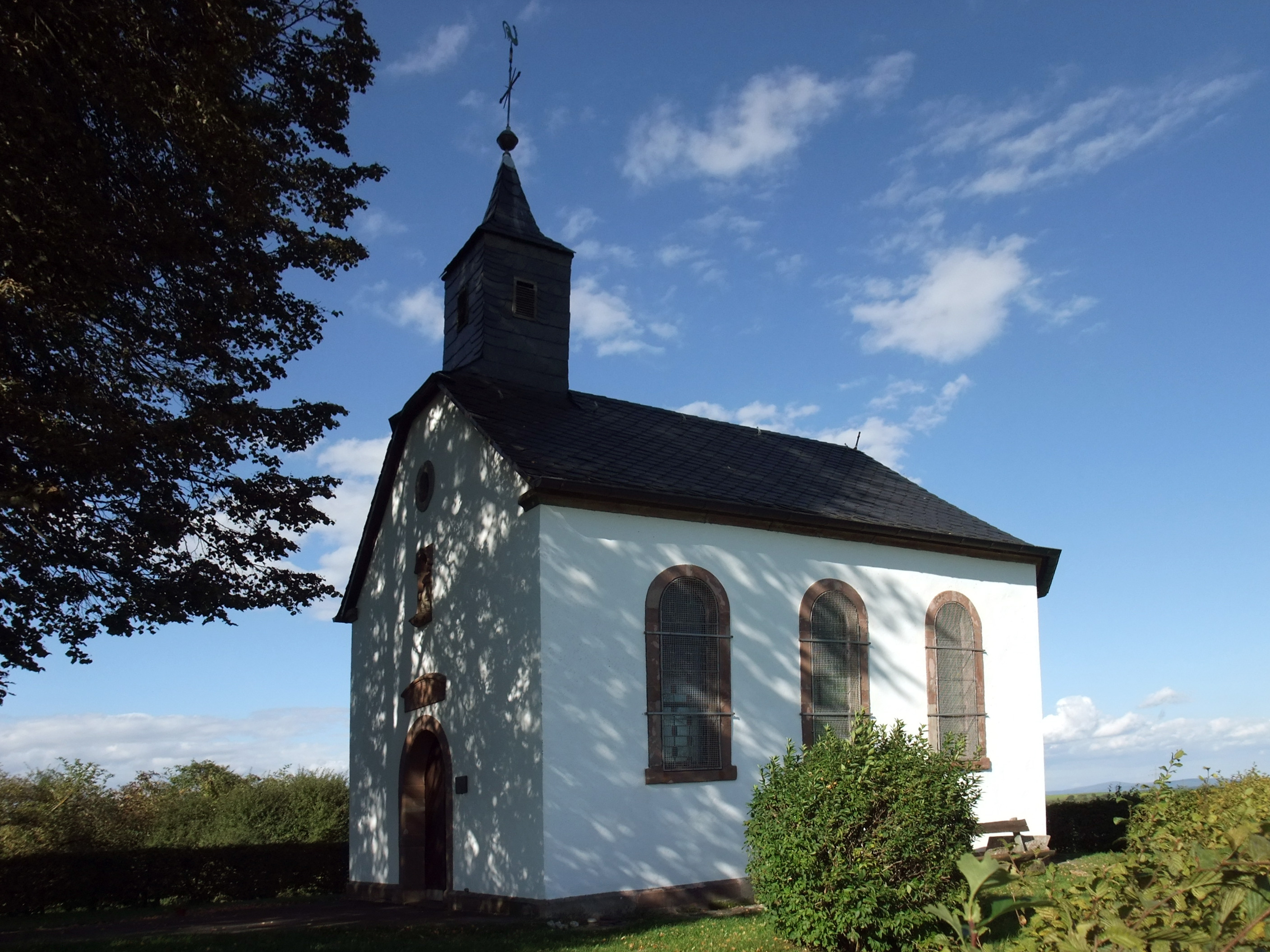
Urwahlener Kapelle

Wahlen ist ein Ortsteil der Gemeinde Losheim am See im Landkreis Merzig-Wadern (Saarland). Nach Losheim ist Wahlen der zweitgrößte Ortsteil der Gemeinde.
Wahlen ist Namensgeber für den Naturraum Wahlener Platte.

## Geschichte
Wahlen wurde erstmals 1147 urkundlich erwähnt. Heute liegt der Ort in einem von acht Hügeln umrahmten Talkessel. Vor dem Jahr 1635 lag der Ort dort, wo heute die sogenannte „Urwahlener Kapelle“ steht. Der Ort wurde im Dreißigjährigen Krieg fast vollständig entvölkert und vermutlich im Jahr 1677 völlig zerstört. Die Überlebenden siedelten sich in dem bereits 1569 erwähnten Filialort von Wahlen an. Auch heute noch ist insbesondere im Bereich des Kapwaldes (Sportplatz) zu erkennen, dass es sich um ein ehemaliges Sumpfgebiet handelt. Am 1. Januar 1974 wurde die bis dahin eigenständige Gemeinde Wahlen in die Gemeinde Losheim eingegliedert.
Die Deutung des Namens „Urwahlen“ bietet zwei Variationen an. Die Vorsilbe „Ur“ als zeitliche Komponente oder eine Abschleifung von „Oberwahlen“ als räumliche Komponente.

## Kultur und Sehenswürdigkeiten
Sehenswert sind der Hochaltar und die Kanzel der Pfarrkirche St. Helena aus dem 18. Jahrhundert und die Urwahlener Kapelle aus dem Jahr 1868. Diese Kapelle erhebt sich über den Grundmauern der ehemaligen Pfarrkirche, deren Ruine (Turm und Chor) noch 1739 erwähnt wurden.

## Sport
Der Fußballverein SV Wahlen (gegründet 1928) spielte schon in der Landesliga Süd-West und stieg zwischenzeitlich bis in die Kreisliga B Losheim ab. Die 2009 neu gegründete Spielgemeinschaft SG Wahlen-Niederlosheim stieg in die Landesliga West auf. 2015 wurden die beiden Vereine SV Wahlen und DJK Niederlosheim zu einem gemeinsamen Verein, SV Wahlen-Niederlosheim, verschmolzen. Die Herrenmannschaft stieg in der Verbandsliga Süd-West auf.

## Persönlichkeiten

### In Wahlen geboren
- Bärbel Kuhn (* 1957), Historikerin, Geschichtsdidaktikerin, Romanistin und Hochschullehrerin

### Mit Wahlen verbunden
- Peter Wust (1884–1940), christlicher Existenzphilosoph, nahm Privatunterricht bei dem Pfarrer in Wahlen

## Belege
1. ↑  Ortsteile – Gemeinde Losheim. Abgerufen am 16. September 2022.
2. ↑  Wahlener Platte. Gemeinde Losheim am See, archiviert vom Original (nicht mehr online verfügbar) am 1. Oktober 2015; abgerufen am 14. September 2015.  Info: Der Archivlink wurde automatisch eingesetzt und noch nicht geprüft. Bitte prüfe Original- und Archivlink gemäß Anleitung und entferne dann diesen Hinweis.
3. ↑  Statistisches Bundesamt (Hrsg.): Historisches Gemeindeverzeichnis für die Bundesrepublik Deutschland. Namens-, Grenz- und Schlüsselnummernänderungen bei Gemeinden, Kreisen und Regierungsbezirken vom 27.5.1970 bis 31.12.1982. W. Kohlhammer, Stuttgart / Mainz 1983, ISBN 3-17-003263-1, S. 804 (Statistische Bibliothek des Bundes und der Länder [PDF; 41,1 MB]).